# 寧多瑪·雪巴
寧多瑪·雪巴（英語：Nimdoma Sherpa；1991年—）是一位來自尼泊爾多拉卡縣高里山卡村的登山家。於2008年成為登頂珠穆朗瑪峰的最年輕女性，2009年加入尼泊爾女性七頂峰登山隊，目標為攀爬世界七頂峰。

## 早年生活
寧多瑪·雪巴出生於尼泊爾鄰近喜馬拉雅山區的高里山卡村的一個貧窮的雪巴族家庭。五歲時，在聯合國世界糧食計劃署所開辦的校園營養餐項目的學校上學。起初，她的父母送她上學，每天都有機會獲得一頓健康的營養餐，但她逐漸成為高成就學生，就轉到加德滿都一所較大的學校就讀。成為家庭中第一位具有高中學歷的人。

## 登山
完成高中學業後，寧多瑪·雪巴加入一個世界糧食計劃署所資助的純女性的登山隊「薩加瑪塔遠征隊」（Sagarmatha Expedition）。2008年5月，該隊十名成員全員成功登頂珠穆朗瑪峰，當時年僅16歲的寧多瑪·雪巴成為登頂珠穆朗瑪峰的最年輕女性，此紀錄保持至2012年。她的事蹟被記錄在世界糧食計劃署出版的一本名為「雪豹、雪人和爬上珠穆朗瑪峰的女孩」（Snow Leopard, the Yeti and the Girl Who Climbed Mount Everest）的童書，旨在促進學校糧食與減少兒童飢餓。
2009年，寧多瑪·雪巴與六位尼泊爾薩加瑪塔遠征隊女性七頂峰登山隊，目標為攀爬世界七頂峰，即各大洲最高峰，並欲出版她們在七大洲上的所見所聞，將它們編入教材發送給全世界年輕學童，以及藉此宣傳女性受教育的重要性。除了寧多瑪·雪巴，團隊成員還包括莎艾麗·巴斯內特（Shailee Basnet），普贊·阿查里亞（Pujan Acharya），瑪雅·古隆（Maya Gurung），亞莎·辛格（Asha Singh），佩瑪·蒂奇（Pema Diki）和卓魯·什雷斯塔（Chunu Shrestha）等人。團隊先前已經攀登了珠穆朗瑪峰，於2010年開始她們的使命，攀登澳洲科修斯科山和俄羅斯厄爾布魯士山。2013年3月，團隊與3名坦尚尼亞女性聯合攀登吉力馬札羅山慶祝國際婦女節。2014年2月，寧多瑪·雪巴與她的3名隊友攀登阿根廷阿空加瓜山，這是她們的第五座七頂峰。2014年6月24日攀登美國德納利峰，同年12月23日與3名隊友攀登南極文森山，完成攀登七頂峰的目標。
寧多瑪·雪巴是由七頂峰女性團隊所建立的非政府組織全球包容性冒險（英語：Global Inclusive Adventures）的創始人之一，參訪尼泊爾的學校，鼓勵年幼的孩子探險。她也是世界糧食計劃署學校供餐計畫的宣傳形象；她也感謝世界糧食計劃署「開啟教育計畫之門，並幫助我追尋攀登珠穆朗瑪峰的夢想」。世界糧食計劃署日本局局長斯蒂芬·安德森（Stephen Anderson）表示寧多瑪·雪巴是世界糧食計劃署學校供餐計畫幫助的孩子受教育及打擊飢餓與貧困的榜樣。